# Jocs Mediterranis de 1967
Els cinquens Jocs Mediterranis es van celebrar a Tunis (Tunísia), del 8 al 17 de setembre de 1967.
Hi participaren un total de 1.249 esportistes (1.211 homes i 38 dones) en representació de 12 estats mediterranis. Es disputaren un total de 93 competicions de 14 esports.

## Medaller
| Pos. | Estat      | Or | Plata | Bronze | Total |
| ---- | ---------- | -- | ----- | ------ | ----- |
| 1    | Itàlia     | 37 | 31    | 21     | 89    |
| 2    | Iugoslàvia | 15 | 16    | 5      | 36    |
| 3    | França     | 11 | 6     | 5      | 22    |
| 4    | Espanya    | 10 | 14    | 28     | 52    |
| 5    | Turquia    | 9  | 9     | 7      | 25    |
| 6    | Tunísia    | 5  | 9     | 13     | 27    |
| 7    | Grècia     | 6  | 6     | 13     | 25    |
| 8    | Marroc     | 1  | 1     | 3      | 5     |
| 9    | Líban      | 0  | 1     | 2      | 3     |
| 10   | Algèria    | 0  | 0     | 3      | 3     |
| 11   | Líbia      | 0  | 0     | 2      | 2     |